# لشکو
لشکو (به بلغاری: Leshko) یک منطقهٔ مسکونی در بلغارستان است که در شهرستان بلاگووگراد واقع شده‌است. لشکو ۴۳٬۴۲۷ کیلومتر مربع مساحت و ۲۲۰ نفر جمعیت دارد و ۵۹۱ متر بالاتر از سطح دریا واقع شده‌است.